# 156 Xanthippe
Santippe (156 Xanthippe) è un asteroide discretamente massiccio della fascia principale del sistema solare. Si tratta di un corpo ricco di carbonati, dalla superficie estremamente scura.

## Storia
Santippe fu scoperto dall'astronomo austriaco Johann Palisa il 22 novembre 1875 dall'Osservatorio della marina austriaca di Pola (in Istria, attualmente in Croazia), di cui fu direttore dal 1872 al 1880, grazie a un telescopio rifrattore da 6 pollici. Fu battezzato così in onore di Santippe, moglie di Socrate.